# Orient House

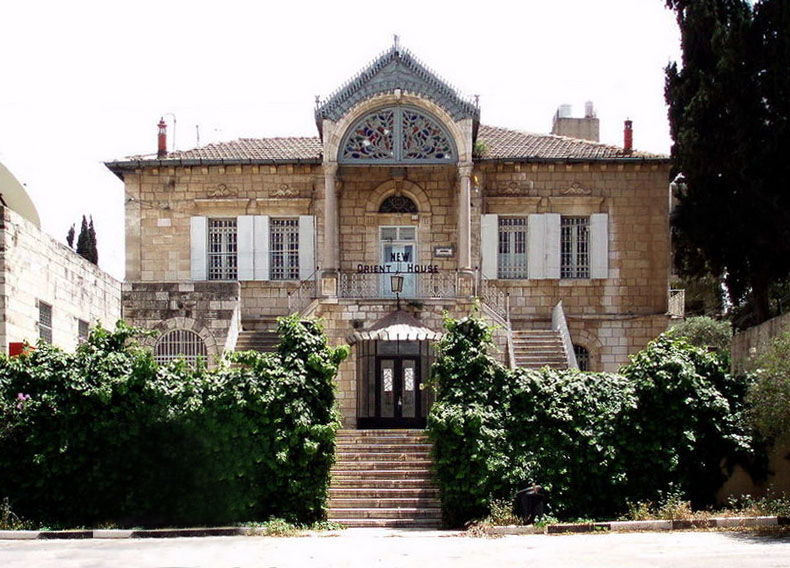
Orient House

Orient House (česky: Orientální dům, arabsky: بيت الشرق bayt ʾal-šarq, hebrejsky: האוריינט האוס) je budova nacházející se ve východní části Jeruzaléma ve čtvrti American Colony v ulici Abu Ubaida 8. Dům v arabském stylu postavil v roce 1897 Ismail Musa al-Husajni a měl sloužit jako rodinné sídlo klanu Al-Husajni.
Od roku 1983 do roku 2001 byla budova ústředím Organizace pro osvobození Palestiny (OOP) a místem shromažďování Palestinců v okupovaném východním Jeruzalémě. Organizace usilovala o rozvoj arabského východního Jeruzaléma jako hlavního města vznikajícího palestinského státu.
V roce 2001 izraelské úřady Orient House uzavřely a izraelská armáda a policie zabavila veškeré počítačové vybavení a důvěrné informace týkající se jednání s izraelskou vládou. Od té doby Palestinci stále usilují o jeho znovuotevření.

## Rodinné sídlo

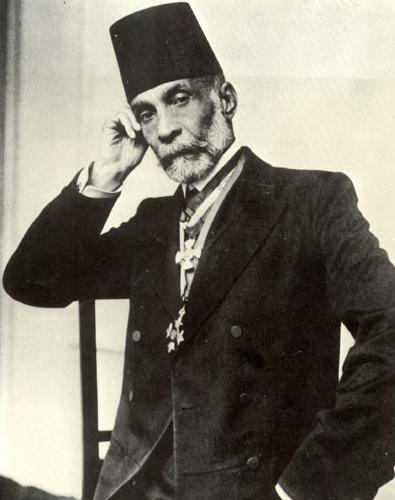
Musa al-Husajni

Dům byl postaven v roce 1897 v arabském stylu Ismailem Musou al-Husajním. Jeho otec Musa Kazim al-Husajni (1853-1934) byl vůdčí osobností palestinského národního hnutí a starostou Jeruzaléma v letech 1918 až 1920 pod mandátní britskou správou. Dům měl sloužit jako rodinné sídlo vlivného klanu Al-Husajni, který se pokládá za potomka Husajna ibn Alího - vnuka zakladatele islámu Mohameda. Od 18. století rodina žila v oblasti Jeruzaléma v Levantě.
Budova byly místem mnoha diplomatických akcí a hostila významné osobností. V roce 1898 ji navštívil německý císař Vilém II. V roce 1930 zde přijal soustrast jordánský král Abdalláh, když jeho otec Sharif Hussein Ben Ali (Sharif z Mekky) zemřel a byl pohřben v Haram al-Sharif. V letech 1936-37 zde nalezli útočiště císař Haile Selassie a císařovna Minan z Etiopie, když Itálie vtrhla do jejich země a přinutila je odejít do exilu.
Ismail Musa al-Husajni zemřel v roce 1945 a odkázal dům svému synovi Ibrahimovi al-Husajni, který jej postupně přestavěl na hotel The New Orient House. Byl to jeden z prvních hotelů ve východním Jeruzalémě, který zde fungoval až do roku 1967.

## Sídlo organizace UNRWA

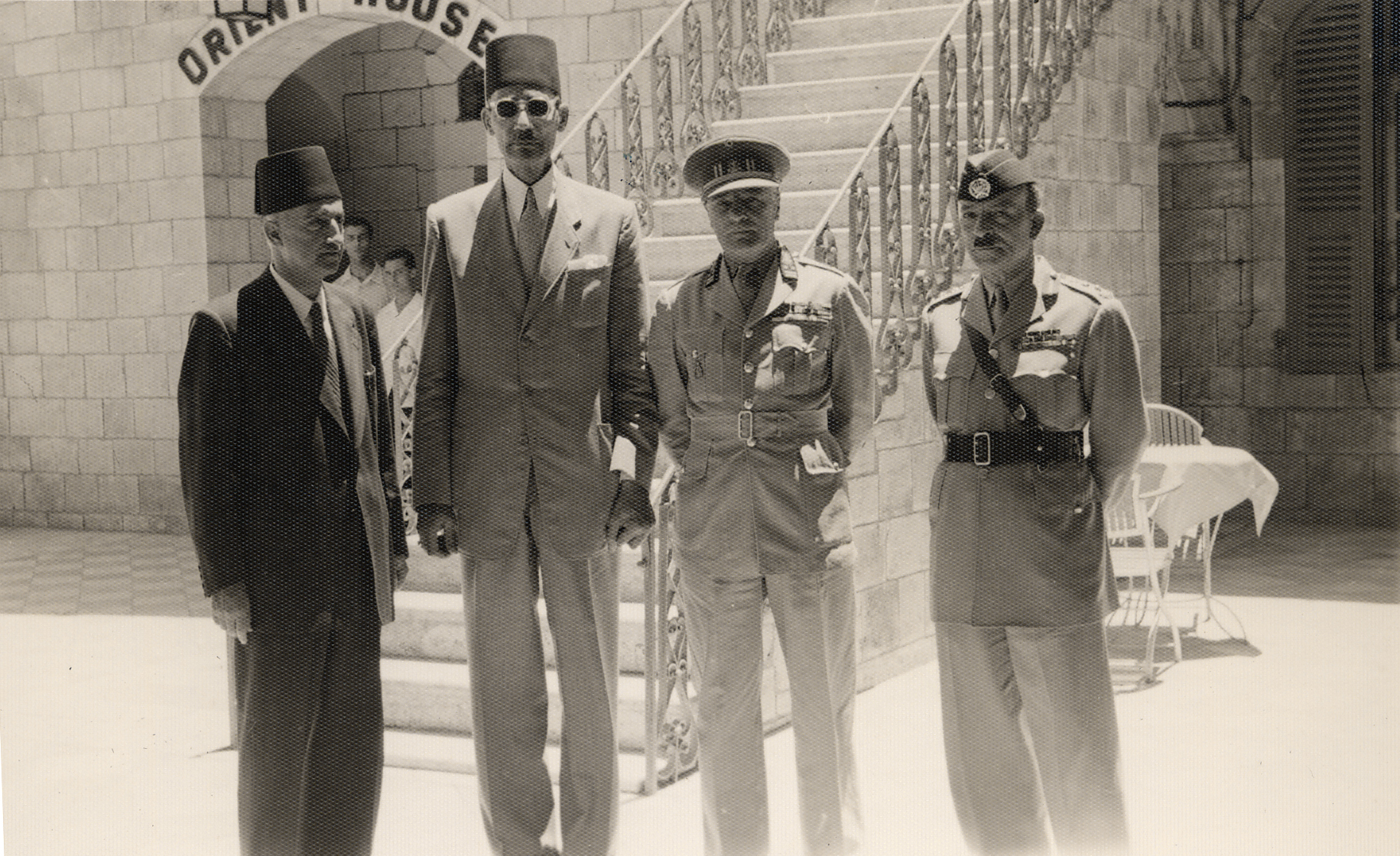
Omar Elwary (vlevo) a tři další úředníci před Orient House. Omar Elwary byl v 50. letech starostou východního Jeruzaléma.

V roce 1948 během arabsko-izraelské války a jordánské okupace zůstal Orient House východně od linie příměří, v oblasti kontrolované Jordánskem. V letech 1948–1950 se zde nacházelo sídlo Úřadu OSN pro palestinské uprchlíky na Blízkém východě (UNRWA).

## Sídlo organizace OOP
- V roce 1967 po šestidenní válce a obsazení východního Jeruzaléma Izraelem byl hotel The New Orient House uzavřen. Dům byl dál využíván soukromě a jedno patro bylo pronajímáno. Až do roku 1968 v něm byli ubytováváni první přistěhovalci z USA, pro které byly připravovány byty ve čtvrti Kirjat Itri v severním Jeruzalémě.
- V roce 1983 otevřel Faisal al-Husajni v budově Společnost arabských studií, která shromažďovala statistické údaje o Palestincích.
- V roce 1988 Izrael dům uzavřel kvůli Husajniho aktivitám v Organizaci pro osvobození Palestiny (OOP) a první intifádě, což bylo palestinské povstání a následný ozbrojený konflikt mezi Izraelem a palestinskými Araby. Konflikt vypukl 9. prosince 1987 v Pásmu Gazy. Oficiálně byla intifáda vedena Organizací pro osvobození Palestiny (OOP), ale fakticky palestinskou militantní islamistickou skupinou Hamás.
- V roce 1992 Faisal al-Husajni dům zrekonstruoval a obnovil jeho činnost. Stal se oficiálním zástupcem OOP a Orient House se vyvinul v neoficiální radnici východního Jeruzaléma a zastoupení OOP v Jeruzalémě. Budova opět převzala důležitou diplomatickou roli, především pro mírový proces. Před ustavením Palestinské autonomie tam Sari Nusseibeh vedl kancelář se svou pracovní skupinou, která připravovala budoucí ministerstva.
- V roce 1993 na základě dohod z Osla izraelská vláda slíbila, že neporuší právo organizaci OOP pokračovat ve svobodné činnosti v Orient House.

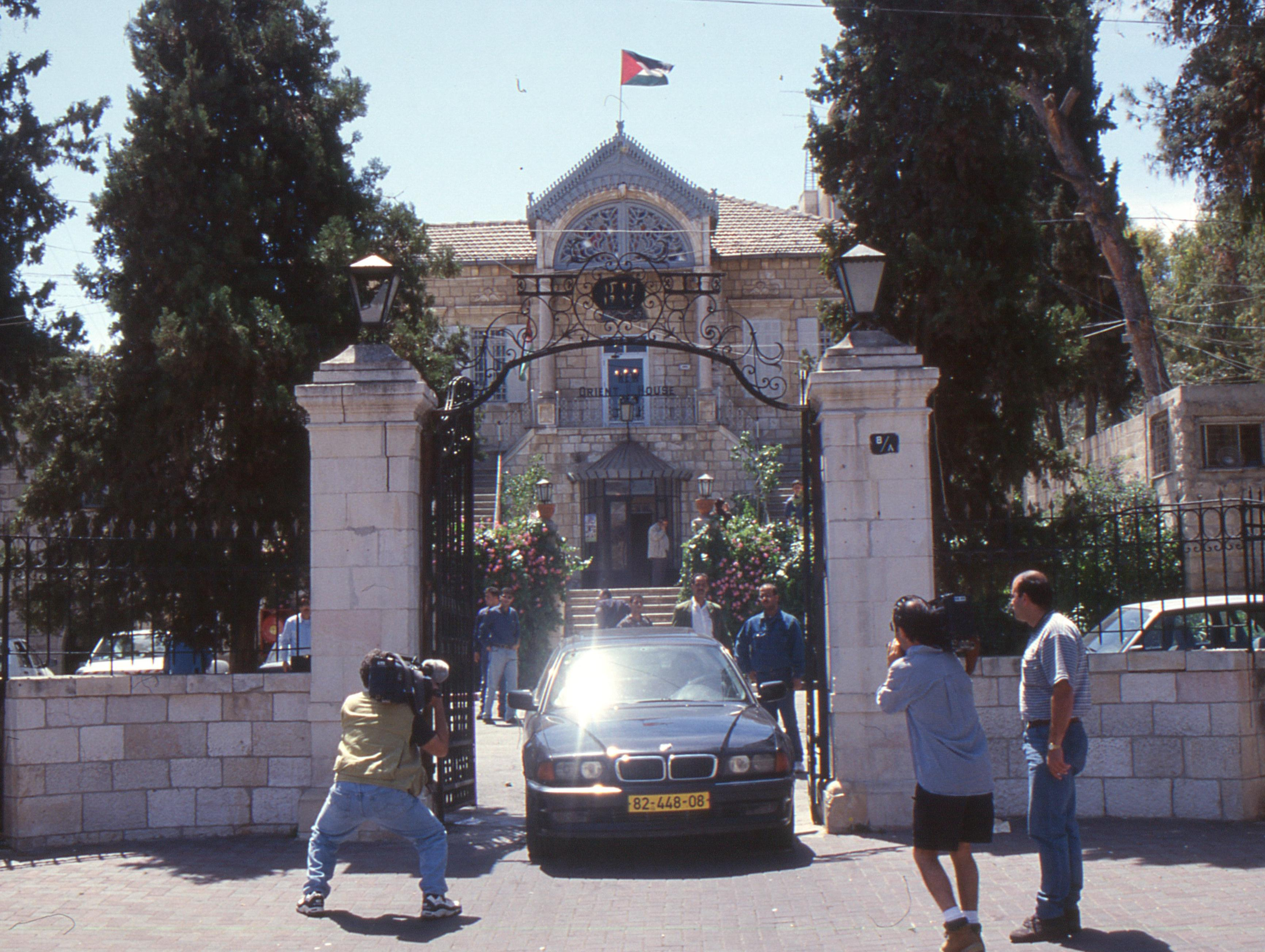
Orient House v roce 1999

- Orient House v roce 1999V letech 1996–1999 se premiér Izraele Benjamin Netanjahu neúspěšně pokusil o uzavření Orient House, neboť jej mezinárodní společenství varovalo, že takový krok by byl vnímán velmi negativně. Od léta 1999 se přesto zintenzivnilo úsilí Izraele ukončit aktivity Palestinské samosprávy v budově. Zahraniční diplomaté byli požádáni, aby přestali budovu používat pro jednání. Demonstranti se shromáždili na dvoře a poté demonstrativně vyjeli diplomaté.
- V letech 1993-2003 působil ve funkci starosty Jeruzaléma Ehud Olmert, který vedl protesty proti fungování Orient House a požadoval zaplacení 300 000 dolarů na obecních daních. Faisal al-Husajni žádost odmítl s tím, že dům slouží jako diplomatická instituce, která daně nemusí platit.

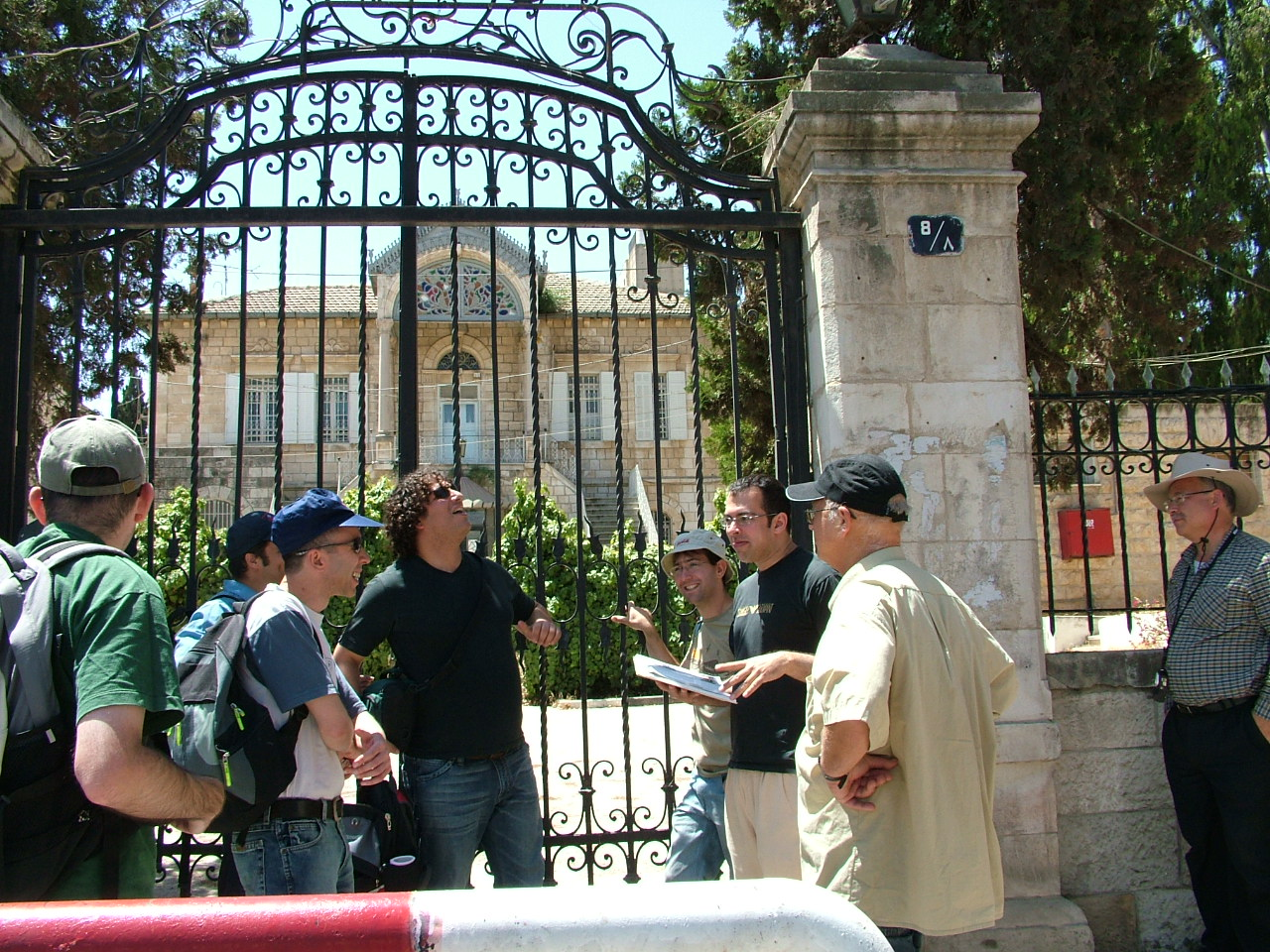
Turisté před vchodem do Orient House - současnost

- Turisté před vchodem do Orient House - současnostFaisal al-Husajni zemřel 31. května 2001. Orient House byl následně na příkaz izraelského premiéra Ariel Šarona uzavřen 10. srpna 2001 během druhé intifády. Byla to reakce na sebevražedný bombový útok v Pizzerii Sbarro, při kterém zahynulo 16 lidí. Budova byla obsazena izraelskými bezpečnostními silami a byly zabaveny veškeré soukromé předměty a předměty týkající se jeruzalémské otázky. Současně byly obsazeny a následně uzavřeny i další palestinské instituce v Jeruzalémě, například Dům guvernéra a ústředí Force 17.
- Od té doby se opakovaně objevují snahy o znovuotevření Orient House, ale Izrael to odmítá. Například v listopadu 2008 Evropská unie zahájila iniciativu s odpovídajícími požadavky na Izrael.
- V lednu 2010 na zasedání Kvartetu pro Blízký východ zástupci Evropské unie a Ruska opět navrhli znovuotevření Orient House a dalších palestinských institucí ve východním Jeruzalémě. Domnívali se, že je to jedna z možností, jak přivést Palestinskou samosprávu zpět k jednacímu stolu. Dosud se tak nestalo.